# Koćura
Koćura (Servisch cyrillisch Коћура) is een plaats in de Servische gemeente Vranje. De plaats telt 234 inwoners (2002).